# 2014 dans la traduction
Cet article présente les faits marquants de l'année 2014 dans la traduction.

## Décès

### Janvier
- 6 janvier : Marina Ginestà, Reporter, traductrice et militante antifasciste française.
- 26 janvier : José Emilio Pacheco, Écrivain, poète, essayiste, traducteur et scénariste mexicain.

### Avril
- 27 avril : Vasco Graça Moura, Écrivain, traducteur et homme politique portugais, député européen (1999-2009).

### Mai
- 5 mai : Timothy John Byford, réalisateur et traducteur serbe d'origine britannique.

### Août
- 19 août : Richard Dauenhauer, Poète, linguiste et traducteur américain.
- 20 août : Boris Doubine, Sociologue russe et traducteur de littérature anglaise, française, espagnole, portugaise, latino-américaine et polonaise.
- 22 août : Bohumila Grögerová, Poétesse et traductrice tchèque.
- 27 août : Valeri Petrov, Poète, scénariste et traducteur bulgare.

### Septembre
- 3 septembre : Jacqueline Risset, Poétesse, femme de lettres, traductrice française de l'italien.
- 4 septembre : Gerrit Kouwenaar, Journaliste, traducteur et poète néerlandais.
- 9 septembre : Montserrat Abelló i Soler, Poétesse et traductrice catalane.
- 21 septembre : Anne-Marie Deschodt, Actrice, femme de lettres et traductrice française, épouse de Louis Malle puis de Guy de Rougemont.

### Octobre
- 15 octobre : Jiří Reynek (cs), Graphiste, poète et traducteur tchèque.

### Décembre
- 21 décembre : Michelle Tisseyre, Animatrice de télévision canadienne, puis traductrice littéraire.
- 26 décembre : Stanisław Barańczak, Traducteur, essayiste et critique littéraire polonais.